# Microcyclops
Microcyclops – rodzaj widłonogów z rodziny Cyclopidae. Nazwa naukowa tego rodzaju skorupiaków została opublikowana w 1893 roku przez niemieckiego zoologa Carla Clausa.

## Podział systematyczny
Do rodzaju należą następujące gatunki:

- Microcyclops afghanicus Lindberg, 1948
- Microcyclops alius Kiefer, 1935
- Microcyclops anceps (Richard, 1897)
- Microcyclops arenicola Kiefer, 1960
- Microcyclops atongae Fryer, 1957
- Microcyclops ceibaensis (Marsh, 1919)
- Microcyclops crassipes (Sars G.O., 1927)
- Microcyclops cunningtoni (Sars G.O., 1909)
- Microcyclops davidi (Chappuis, 1922)
- Microcyclops diaphanus (Fischer, 1853) (nomen dubium)
- Microcyclops diminutus Lindberg, 1937
- Microcyclops dubitabilis (Kiefer, 1934)
- Microcyclops echinatus Fiers, Ghenne & Suárez-Morales, 2000
- Microcyclops elegans Dussart & Fernando, 1985
- Microcyclops elgonensis (Kiefer, 1932)
- Microcyclops elongatus (Lowndes, 1934)
- Microcyclops exsulis (Gauthier, 1951)
- Microcyclops feuerborni Kiefer, 1933
- Microcyclops finitimus Dussart, 1984
- Microcyclops inarmatus Gutiérrez-Aguirre & Cervantes-Martínez, 2016
- Microcyclops indolusitanus (Lindberg, 1938)
- Microcyclops inopinatus (Sars G.O., 1927)
- Microcyclops jenkinae (Lowndes, 1933)
- Microcyclops karvei Kiefer & Moorthy, 1935
- Microcyclops longispinosus Shen & Tai, 1964
- Microcyclops mediasetosus Dussart & Frutos, 1986
- Microcyclops medius Dussart & Frutos, 1986
- Microcyclops microsetus Yeatman, 1983
- Microcyclops minor Dussart, 1984
- Microcyclops moghulensis (Lindberg, 1939)
- Microcyclops obscuratus Fryer, 1956
- Microcyclops pachycomus (Sars G.O., 1909)
- Microcyclops pachyspina Lindberg, 1937
- Microcyclops paraplesius (Kiefer, 1929)
- Microcyclops pseudoopercularis Lindberg, 1957
- Microcyclops pumilis Pennak & Ward, 1985
- Microcyclops raynerae Mnisi & Dippenaar, 2019
- Microcyclops rechtyae Lindberg, 1960
- Microcyclops richardi (Lindberg, 1942)
- Microcyclops robustus Shen & Sung, 1965
- Microcyclops rubelloides Kiefer, 1952
- Microcyclops rubellus (Lilljeborg, 1901)
- Microcyclops sanfilippoi (Brian, 1951)
- Microcyclops semilunaris Lindberg, 1952
- Microcyclops subaequalis (Kiefer, 1928)
- Microcyclops sumatranus (Kiefer, 1933)
- Microcyclops transactor Plesa, 1981
- Microcyclops uenoi Kiefer, 1937
- Microcyclops vaillanti Lindberg, 1957
- Microcyclops variabilis Dussart & Sarnita, 1986
- Microcyclops varicans (Sars G.O., 1863)